# Клир, Генрих
Генрих Эмиль Клир (нем. Heinrich Emil Klier; 27 ноября 1926, Цирль, Тироль — 6 октября 2022) — австрийский тирольский писатель, альпинист, предприниматель и политический деятель. Отец Вальтера Клира, автора романа «Повстанец» (нем. Aufrührer), признанного в 1991 году литературным памятником.

## Биография
Уроженец Австрии. Член НСДАП с 20 апреля 1944 года (членский номер 9 852 605). В 1950-е годы начал писать повести и романы, которые очень хорошо продавались и публиковались. Большая их часть была опубликована издательством  Kremayr & Scheriau для Дунайского книжного клуба. Темой служили горы и походы.
В 1960 году Генрих Клир вступил в Комитет освобождения Южного Тироля, проявив солидарность с австрийской общиной, протестовавшей против насильственной итальянизации. Считается, что 31 января 1961 года именно Клир взрывом уничтожил конную статую Бенито Муссолини в Понте-Гардена. 16 июля 1964 года Миланский суд приговорил его заочно к 21 году лишения свободы. Клир вскоре покинул ряды тирольских националистов, и в 1998 году его помиловал президент Италии Оскар Луиджи Скальфаро.

## Награды
- Премия города Инсбрука в области искусства: 1958 (№2, лирика)

## Произведения
- Feuer am Farran-Firn.  Wien 1951.
- Verlorener Sommer. München 1954.
- Etschland-Ballade. Wien 1957.
- Silber für die braune Göttin. Wien 1964.
- Karwendelgebirge. Ein Führer für Täler, Hütten und Berge München 1978 (совместно с Фрицем Марцем[нем.]).